# Scophthalmus rhombus
El rémol o rombo (Scophthalmus rhombus) es una especie de pez pleuronectiforme de la familia Scophthalmidae.

## Descripción
Su cuerpo es de forma oval y más delgado que el del rodaballo (Psetta maxima), del que además se diferencia por presentar la piel lisa, sin tubérculos cutáneos y por encontrarse ambos lados del cuerpo cubiertos por escamas pequeñas. La coloración varía dependiendo del hábitat, siendo habitualmente marrón claro u oscuro, con muchas manchas oscuras y claras distribuidas irregularmente sobre el cuerpo. La cara ciega es blanquecina, en ocasiones con manchas más oscuras. Llega a alcanzar una longitud de hasta 75 cm.

## Distribución y hábitat
Se encuentra en el Atlántico oriental, desde el norte de Marruecos a Islandia, así como en el mar Mediterráneo y el mar Negro.
Es propio de fondos arenosos, encontrándose los ejemplares adultos en aguas profundas y los alevines en aguas más someras.

## Comportamiento
Se alimenta de crustáceos y peces de pequeño tamaño del fondo marino.
La puesta tiene lugar en invierno y las larvas son muy parecidas a las del rodaballo.